# Академгородок (станция метро)
«Академгородо́к» (укр. «Академмісте́чко»,  (слушать)о файле) — 42-я станция Киевского метрополитена. Находится в Святошинском районе. Конечная станция Святошинско-Броварской линии, расположена после станции «Житомирская» и до станции "Парашютная".

## История
Открыта 24 мая 2003 года. Название — по близлежащему жилому массиву. Пассажиропоток — 46,2 тыс. чел./сутки. Является самой западной станцией метро Киева и Украины.

## Описание
Станция мелкого заложения. Вторая двухъярусная станция в Киевском метрополитене после «Позняков», которая имеет одну галерею над путями. Но в отличие от последней, на «Академгородке» галереи расположены над обоими путями, что позволяет оптимизировать пассажиропотоки на станции. В 2008—2009 годах на галереях были обустроены торговые объекты. Входы на галереи — от кассовых вестибюлей и по двум двух-маршевым лестницам с центра платформы. В ограждение галереи, облицованной белым мрамором, вмонтированы витражные вставки. Центральная зрительная ось станции очерчена люстрами с шарообразными светильниками молочно-белого цвета.
Подземный вестибюль имеет два выхода, которые соединены с подземными переходами на проспект Академика Палладина, бульвар Академика Вернадского и улицу Академика Ефремова к жилым массивам Академгородок и Беличи.

## Недостатки
- На этапе проектирования была допущена ошибка в ориентации южного кассового вестибюля, в результате чего на лестнице с платформы образовываются перекрещивающиеся пассажиропотоки[источник не указан 469 дней].
- Для выхода из подземных переходов на поверхность установлены четыре эскалатора типа ЕТХ-5,2 высотой подъёма 5,2 м производства завода «Большевик», которые вследствие дефекта конструкции не работают с момента открытия станции[источник не указан 469 дней].

## Изображения

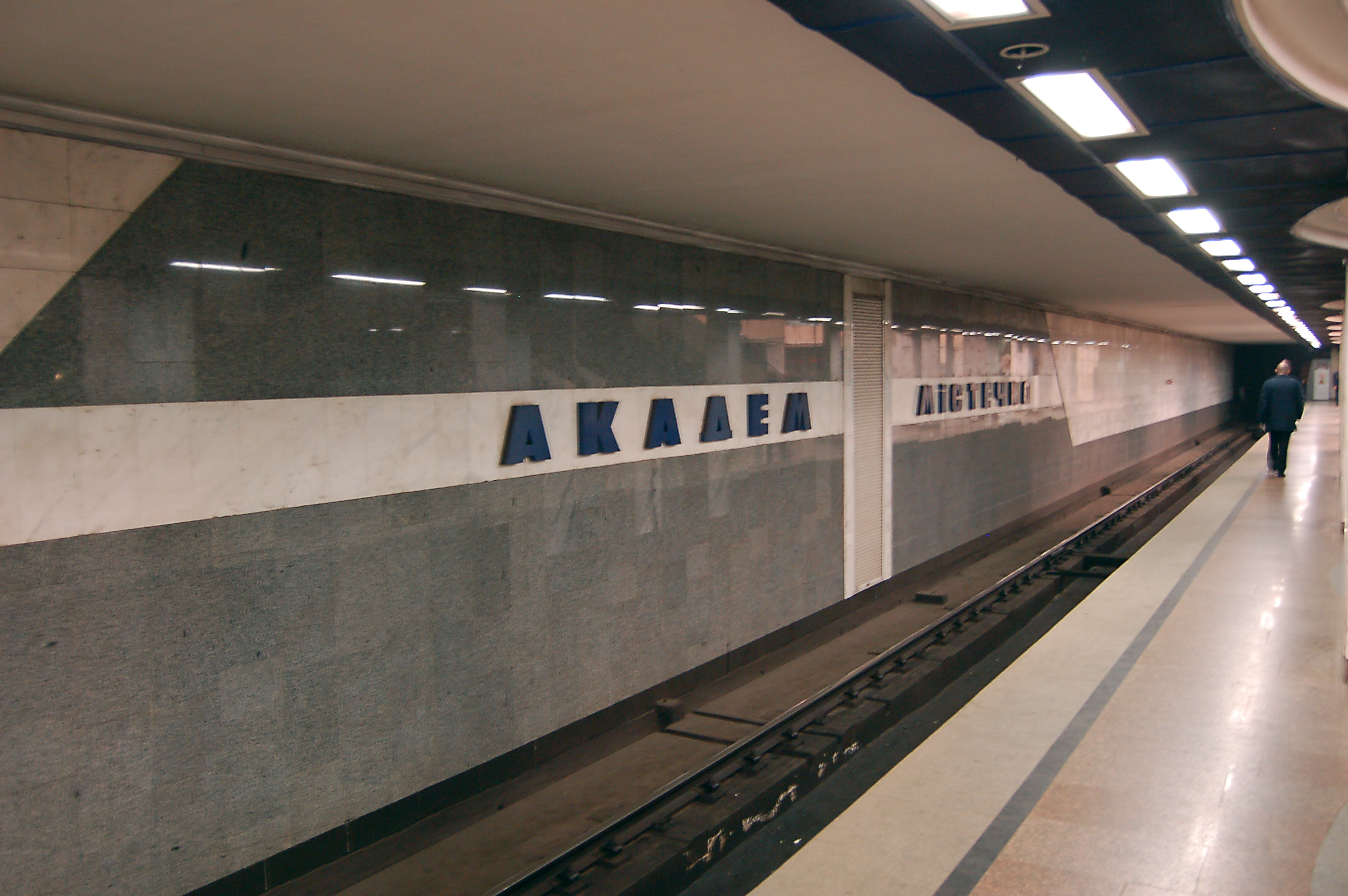
Название на путевой стене
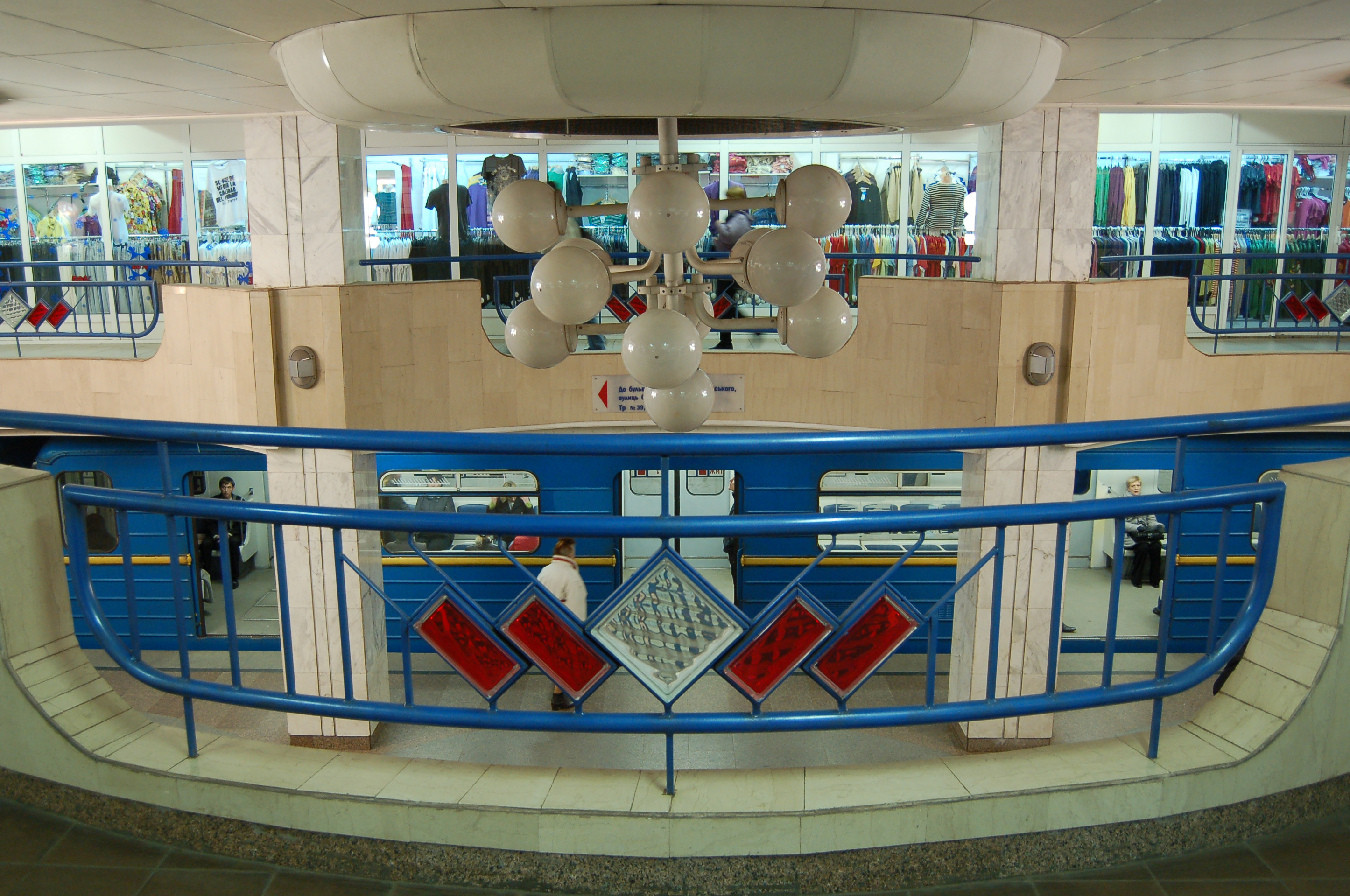
Вид с галереи над путями
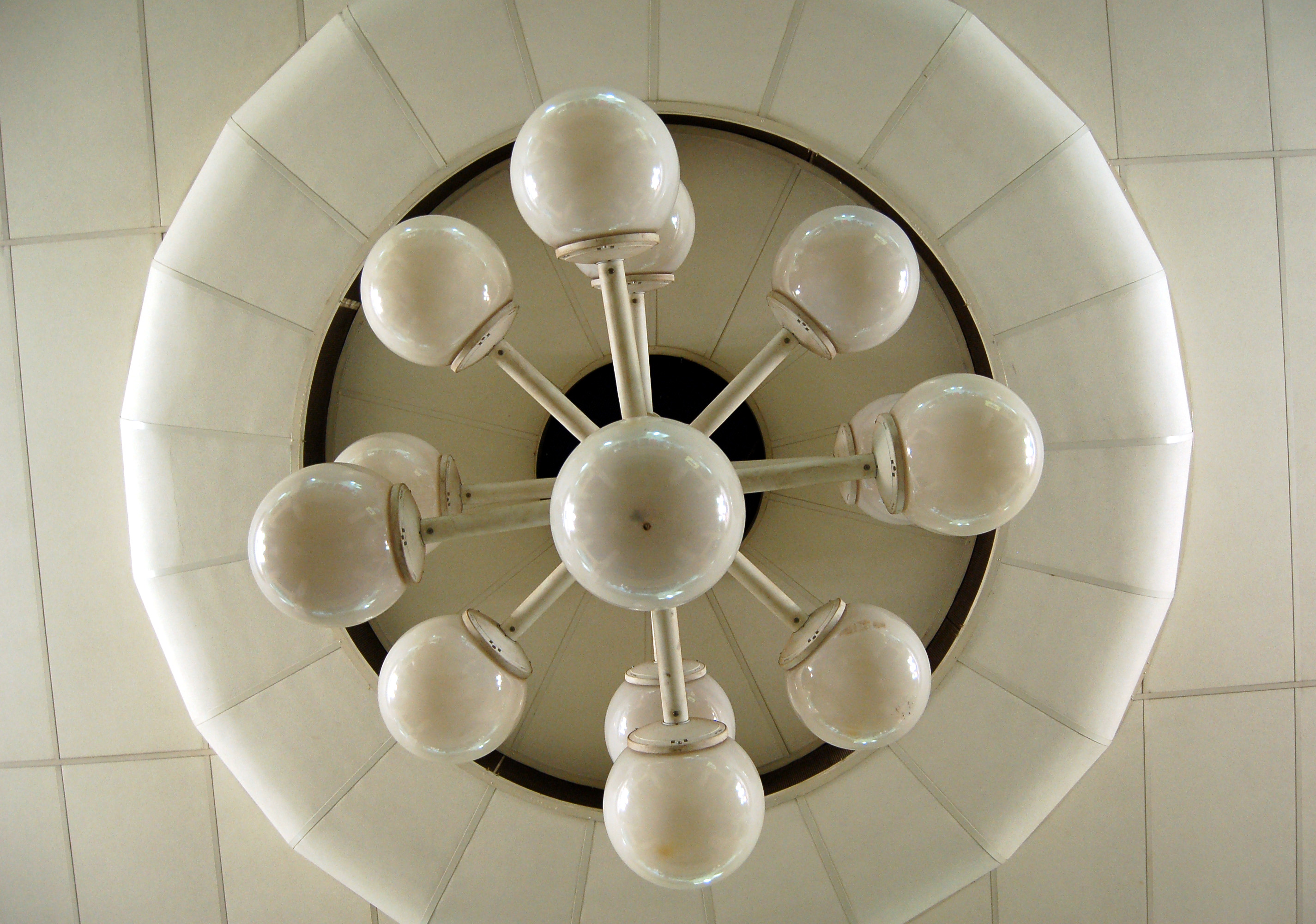
Светильник
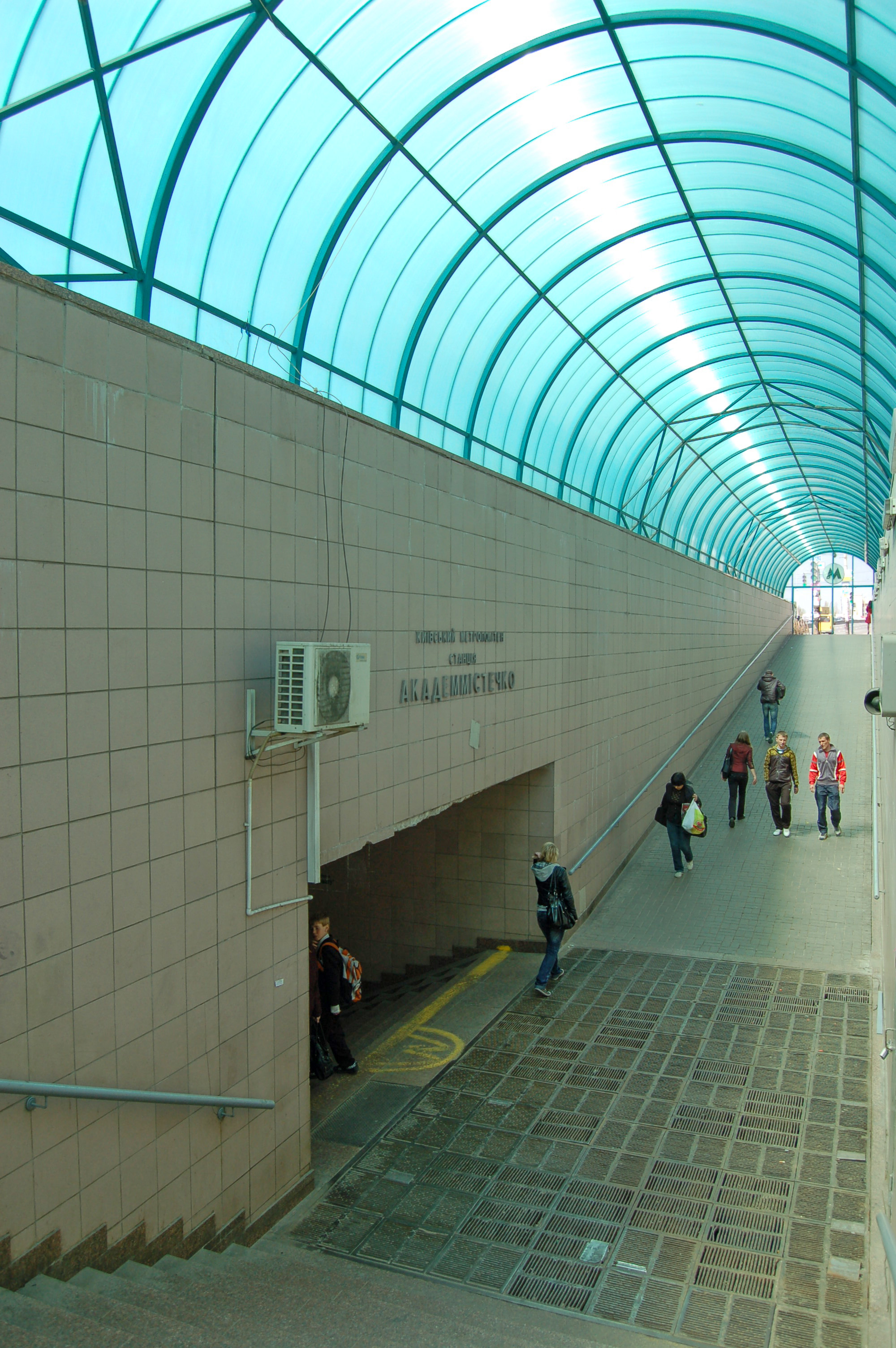
Вход на станцию
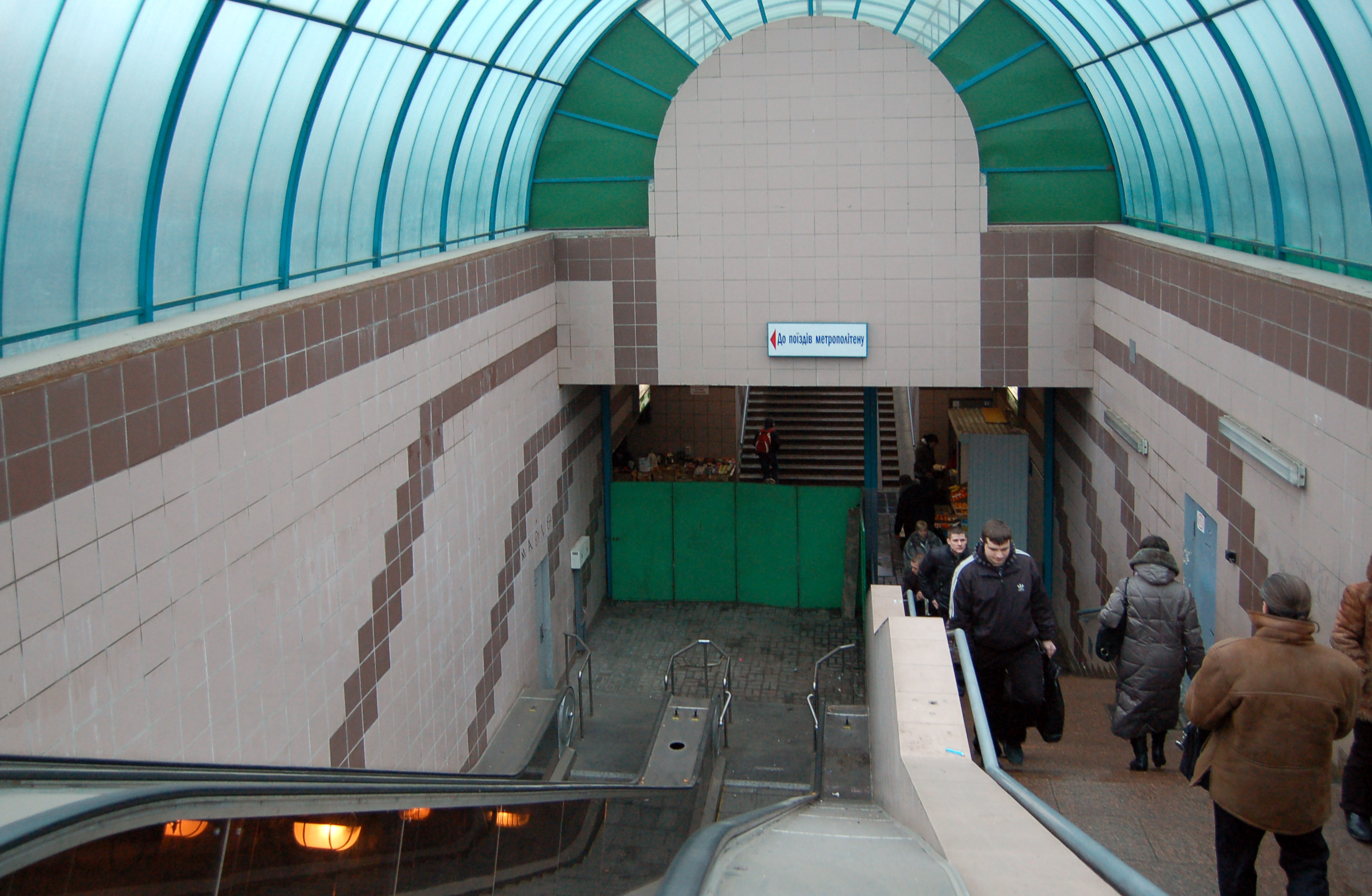
Неработающие эскалаторы

## Перспективы
Линия продлится до будущей станции Новобеличи.